# Normie Rowe
Norman John (Normie) Rowe (Melbourne, 1 februari 1947) is een Australisch zanger. Hij trad in de jaren 1965 tot 1968 op in Normie Rowe & The Playboys en bereikte in die jaren een idoolstatus in zijn land. Na terugkeer uit militaire dienst wist hij zijn voormalige niveau niet terug te winnen.

## Biografie
Rowe speelde als tiener soul-achtige muziek als voorman van de Thunderbirds. Door televisieoptredens had hij inmiddels landelijke bekendheid opgebouwd. Hij had niettemin nog een baan waar hij zijn inkomen mee verdiende en de muziek deed hij er parttime naast. Dit werd anders toen hij om zijn lange haar werd ontslagen.
Nog steeds een tiener, trad hij aan als de nieuwe voorman van Normie Rowe & The Playboys. De eerste single werd in 1965 uitgebracht, It ain’t necessarily so / Gonna leave this town (dubbele A-kant), en werd meteen een nationale nummer 1-hit. In de drie jaar erna bereikte vrijwel elke single de top 10 en wist hij nog drie maal op nummer 1 terecht te komen: met Que sera sera / Shakin' all over  (1965), Ooh la la / Ain't nobody home (1966) en  Sunshine secret / But I know (1967).
Que sera sera werd de grootste hit van het jaar en de grootste rock-'n-roll hit van Australische bodem. Het succes lokte hem naar de Britse eilanden, om te zien of hij daar als de Australian Playboys voet aan de grond kon krijgen. Het lukte hem echter niet om door te breken en vervolgens toerde hij nog een tijd door de Verenigde Staten en Canada. Totdat hij zijn muziekloopbaan moest onderbreken voor dienstplicht die hij vervulde in de Vietnamoorlog.
Bij terugkeer is het hem niet meer gelukt een vervolg te geven aan zijn eerdere succes. Vervolgens zocht hij zijn kansen in het cabaret, een weg die ook veel andere vroege Australische rockers volgden. Hij wist hier toch iets van zijn populariteit te herwinnen en bleef daarom wel in de Australische schijnwerpers als allround entertainer. Hij trad bijvoorbeeld op in de Australische versie van Les miserables en was in de loop van de jaren te zien in verschillende afleveringen van televisieseries en in enkele films.
Na de eeuwwisseling werd hij een prominent activist tegen drugsmisbruik, niet op zijn minst omdat zijn dochter bijna om het leven was gekomen door gebruik van heroïne. Verder heeft hij zich altijd verbonden gevoeld met de Vietnamveteranen die hij actief is blijven steunen.

## Discografie
| Release        | Single                                                          | Label                | Opmerking      |
| -------------- | --------------------------------------------------------------- | -------------------- | -------------- |
| April 1965     | It ain't necessarily so / Gonna leave this town                 | Sunshine Qk 951      | nummer 1       |
| Juni 1965      | I (who have nothing) / I just don't understand                  | Sunshine Qk 1069     | nummer 2       |
| September 1965 | I confess / Everything's alright                                | Sunshine QK 1075     | teruggetrokken |
| September 1965 | Que sera sera / Shakin' all over                                | Sunshine QK 1103     | nummer 1       |
| November 1965  | Tell him I'm not home / Call on me                              | Sunshine QK 1158     |                |
| Maart 1966     | The breaking point / Ya ya                                      | Sunshine QK-1238     |                |
| Juni 1966      | Pride & joy / The stones that I throw                           | Sunshine QK-1344     | lokale hit     |
| November 1966  | Ooh la la / Ain't nobody home                                   | Sunshine             | nummer 1       |
| Dec. 1966      | It's not easy / Mary Mary                                       | Sunshine QK-1605     |                |
| April 1967     | Going home / I don't care                                       | Sunshine QK-1731     |                |
| 1967           | I live in the sunshine / Beyond the call of duty                | Sunshine QK-1817     |                |
| Juni 1967      | Sunshine secret / But I know                                    | Sunshine QK-1820     | nummer 1       |
| Oktober 1967   | Turn down day / Stop to think it over                           | Sunshine QK-2008     |                |
| Mei 1968       | Penelope / Lucinda                                              | Sunshine QK-2238     |                |
| Augustus 1968  | Break out / Born to be by your side                             | Sunshine QK-2493     |                |
| Oktober 1968   | Walking on new grass / Open up the skies                        | Sunshine QK-2596     |                |
| Maart 1969     | Just to satisfy you / Drinkin wine spo-dee-o-dee                | Sunshine QK-2819     |                |
| Juni 1969      | You got style / Don't say nothing bad (about my baby)           | Sunshine QK-2890     |                |
| Mei 1970       | Hello / Home to stay                                            | Festival FK-3614     |                |
| 1970           | Rockhampton happening / Rockhampton happening (met The Jugband) | RCA Custom ZHLM-0371 |                |
| 1971           | Border song / Come hear my song                                 | Festival FK-4363     |                |
| 1972           | Glory road / Over to you now                                    | Festival FK-4633     |                |
| 1973           | Rings / Come hear my song                                       | Festival FK-5146     |                |
| 1974           | Higher and higher / Willie and Laura Mal Jones                  | Festival K-5575      |                |
| 1975           | Harbour for my song / That's the way I am                       | Astor A-7253         |                |
| 1975           | Good morning good morning / If you see her                      | Astor A-7257         |                |
| 1975           | Elizabeth / Little ray of sunshine                              | Astor A-7265         |                |